# Sembléni
Sembléni est une commune rurale situé dans le département de Karangasso-Sambla de la province du Houet dans la région des Hauts-Bassins au Burkina Faso.

## Éducation et santé
Le centre de soins le plus proche de Sembléni est le centre de santé et de promotion sociale (CSPS) de Bouendé.